# Prochyliza nigrimana
Prochyliza nigrimana – gatunek muchówki z rodziny sernicowate i podrodziny Piophilinae.
Gatunek ten opisany został w 1830 roku przez Johanna Wilhelma Meigena jako Piophila nigrimana.
Muchówka o ciele długości od 2,5 do 3 mm. Chetotaksja głowy cechuje się m.in. rozbieżnymi szczecinkami zaciemieniowymi, obecnością wibrys i słabymi szczecinkami przyoczkowymi. Szerokość czoła jest na całej długości zbliżona, a nieco ciemniejsza barwa występuje tylko w okolicy przyoczek i przy krawędziach oczu złożonych. Wysokość policzka na poziomie wibrys jest półtora raza większa niż szerokość trzeciego członu czułków. Tułów charakteryzuje błyszcząca, niepomarszczona powierzchnia śródplecza, brak szczecinek barkowych oraz skąpo owłosione mezopleury. Brawa tułowia i odwłoka jest błyszcząco czarna. Odnóża środkowej i tylnej pary są zwykle całkiem żółte.
Owad znany z Wielkiej Brytanii, Francji, Belgii, Holandii, Niemiec, Danii, Finlandii, Szwajcarii, Włoch, Polski, Czech, Słowacji, Węgier, Grecji, europejskiej części Rosji, wschodniej Palearktyki, Makaronezji, Afryki Północnej oraz Ameryki Północnej i Południowej.